# Епископ горњокарловачки Сергије
Сергије (световно Симеон Каћански, Србобран, 1. фебруар 1813 — Темишвар, 12. јануар 1859) био је епископ Српске православне цркве на престолу горњокарловачких владика од 1858. до 1859. године.

## Световни живот
Симеон Каћански је рођен у данашњем Србобрану (тада Сентомаш) 1813. године. Родитељи Гаврило и Макрена рано су препознали његову склоност ка образовању и усмерили га у том правцу. Основну школу је завршио у родном месту, а средње образовање наставио у "Нормалној школи" у Петроварадину. Гимназију је почео у Новом Саду (први разред), па наставио у Врбасу (други) и Темишвару (почео трећи), па је окончао у Мохачу (трећи и четврти). После завршене Мохачке гимназије и затим филозофије у Кечкемету, студирао је право на универзитету у Пешти и Пожуну (последњу 1835. годину). Три године, између 1836-1838. је похађао богословију у Карловцима. Ступио је у искушенички монашки стаж у манастиру Крушедолу.

## Монашки живот
Замонашен је 9. априла 1839. године, у манастиру Крушедолу, као Сергије од стране архимандрита Димитрија Крестића. Прешао је у митрополијски двор у Карловцима за монаха и постао најмлађи професор Клирикалног училишта у Карловцима и управитељ благодјејанија. Рукоположен је у чин ђакона 23. априла исте године у Новом Саду, а на Божић је произведен у чин протођакона. Архиђаконски чин примио је 26. октобра 1842. године у Вршцу, од епископа Рајачића. Конзисторија архидијецезе сремско-карловачке једногласно га је изабрала 30. новембра 1844. године за правог члана конзисторије, у којој се претходно маја месеца примио да буде деловођа.
Постао је протосинђел 6. децембра 1845. године и преузео је администрацију над манастиром Беочином. До Мађарске буне је он и патрон Карловачке гимназије и члан Сремске жупаније (од 1846). Као настојатељ манастира Беочина истакао се својим говором на мајској скупштини у Карловцима 1848. године. После преласка епископа Платона из Будима у Нови Сад, српски патријарх Јосиф га је послао у Будим 1852. године за свога мандатара. Након попуњења ове епархије 1853. године архимандрит Сергије је постао старешина манастира Бездина у Темишварској епархији. Већ 1855. године постављен је за администратора упражњене Епархије горњокарловачке у Карловцу. У Плашком се нашао 1857. године, и ту је покушао да обнови Клирикалну школу, која је због недостатака материјалних средстава престала да ради, али до њеног поновног отварања није дошло.
Архимандрит Сергије је изабран за епископа горњокарловачког и посвећен у Карловцима 20. децембра 1858. године. После посвећења пошао је у манастир Бездин да преда управу, разболео се и умро у Темишвару 12. јануара 1859. године, не видевши своју епархију као епископ. Сахрањен је у манастиру Бездину.
Постао је 2. јануара 1849. године коресподентни члан Друштва српске словесностиу Београду.
Прераном смрћу даровитог епископа Сергија који се одликовао правном и богословском спремом, темељношћу и савесношћу како на црквеносудском тако и на црквено-административном пољу., Црква је у оним смутним временима изгубила једног врсног архијереја и трудбеника.